# Чорнотицька сільська рада
Чорноти́цька сільська́ ра́да — адміністративно-територіальна одиниця та орган місцевого самоврядування в Сосницькому районі Чернігівської області. Адміністративний центр — село Чорнотичі.

## Загальні відомості
Чорнотицька сільська рада утворена у 1919 році.
- Територія ради: 31,25 км²
- Населення ради: 1 059 осіб (станом на 2001 рік)

## Населені пункти
Сільській раді підпорядковані населені пункти:
- с. Чорнотичі

## Склад ради
Рада складається з 12 депутатів та голови.
- Голова ради: Ященко Олександр Олексійович
- Секретар ради: Клопот Ольга Петрівна

### Керівний склад попередніх скликань
| Прізвище, ім'я, по батькові  | Основні відомості                                                                                  | Дата обрання | Дата звільнення |
| ---------------------------- | -------------------------------------------------------------------------------------------------- | ------------ | --------------- |
| Негода Микола Васильович     | Сільський голова, 1953 року народження, член Соціалістичної партії України                         | 26.03.2006   | 31.10.2010      |
| Ященко Олександр Олексійович | Сільський голова, 1958 року народження, освіта середня загальна, член Комуністичної партії України | 31.10.2010   |                 |

Примітка: таблиця складена за даними сайту Верховної Ради України

### Депутати
За результатами місцевих виборів 2010 року депутатами ради стали:

#### За суб'єктами висування
| Суб'єкт висування | Кількість обраних депутатів | %  |
| ----------------- | --------------------------- | -- |
| Партія регіонів   | 9                           | 75 |
| Самовисування     | 3                           | 25 |

#### За округами
| № округу        | Прізвище, ім'я, по батькові   | Дата визнання обраним | Освіта             | Партійна приналежність | Відомості про обраного депутата                      |
| --------------- | ----------------------------- | --------------------- | ------------------ | ---------------------- | ---------------------------------------------------- |
| Партія регіонів |                               |                       |                    |                        |                                                      |
| 1               | Бибик Микола Петрович         | 01.11.2010            | вища               | позапартійний          | тимчасово не працює                                  |
| 3               | Клопот Ольга Петрівна         | 01.11.2010            | середня спеціальна | позапартійна           | Чорнотицька сільська рада, секретар                  |
| 4               | Бойко Іван Павлович           | 01.11.2010            | середня спеціальна | позапартійний          | Сосницький райагролісгосп, лісник                    |
| 5               | Поплавська Надія Василівна    | 01.11.2010            | середня спеціальна | позапартійна           | пенсіонер                                            |
| 6               | Хижняк Тетяна Михайлівна      | 01.11.2010            | середня спеціальна | позапартійна           | Чорнотицька сільська рада, рахівник-касир            |
| 7               | Кошовий Анатолій Федорович    | 01.11.2010            | середня спеціальна | позапартійний          | пенсіонер                                            |
| 8               | Лось Катерина Костянтинівна   | 01.11.2010            | середня спеціальна | позапартійна           | пенсіонер                                            |
| 9               | Дубровський Василь Григорович | 01.11.2010            | середня спеціальна | член Партії регіонів   | пенсіонер                                            |
| 12              | Тищенко Олена Миколаївна      | 01.11.2010            | вища               | позапартійна           | пенсіонер                                            |
| Самовисування   |                               |                       |                    |                        |                                                      |
| 2               | Пацюк Катерина Іванівна       | 01.11.2010            | середня спеціальна | позапартійна           | магазин «Оленка», продавець                          |
| 10              | Стукало Марія Іванівна        | 01.11.2010            | вища               | позапартійна           | Чорнотицька загальноосвітня школа I-III ст., вчитель |
| 11              | Тищенко Антоніна Іллівна      | 01.11.2010            | вища               | позапартійна           | Чорнотицька загальноосвітня школа I-III ст., вчитель |